# Jure Balažič
Jure Balažič (Lubiana, 12 settembre 1980) è un dirigente sportivo ed ex cestista sloveno.

## Carriera
Con la Slovenia ha disputato i Campionati mondiali del 2014 e due edizioni dei Campionati europei (2013, 2015).

## Palmarès
- Campionato sloveno: 1

Krka Novo mesto: 2011-12
- EuroChallenge: 1

Krka Novo mesto: 2010-11